# Loft (Belgische film)
Loft is een Belgische thriller die werd geregisseerd door Erik Van Looy, naar een scenario van Bart De Pauw. Loft is de eerste film die werd geproduceerd door Woestijnvis.
De opnames van Loft startten begin 2008 en de film kwam in het najaar van 2008 uit in de Belgische bioscoopzalen. Loft werd in 18 februari 2009 de bestbekeken Belgische film. De film verbrak hiermee het negentien jaar oude record van Koko Flanel, een film met Urbanus, geregisseerd door Stijn Coninx. Een Nederlandse remake van de film verscheen in 2010, een Amerikaanse remake in 2014, eveneens geregisseerd door Van Looy.

## Verhaal
Vijf getrouwde mannen delen in het grootste geheim een loft waar ze stijlvol en in alle rust hun minnaressen en nieuwste veroveringen ontvangen. Een prima regeling, tot ze op een winterochtend het lijk aantreffen van een jonge vrouw. Geen van hen weet wie de vrouw is, waar ze vandaan komt en hoe ze terecht is gekomen in een loft waarvan alleen zij de sleutel bezitten. Noodgedwongen proberen de vrienden uit te zoeken wat er gebeurd is en waarom, maar al vlug beginnen ze elkaar te wantrouwen en zal blijken dat ze veel minder van elkaar afweten dan ze oorspronkelijk dachten.

## Rolverdeling
| Acteur                  | Personage                      |
| ----------------------- | ------------------------------ |
| Koen De Bouw            | Chris Van Outryve              |
| Filip Peeters           | Vincent Stevens                |
| Matthias Schoenaerts    | Filip Willems                  |
| Bruno Vanden Broecke    | Luc Seynaeve                   |
| Koen De Graeve          | Marnix Laureys                 |
| Marie Vinck             | Sarah Delporte                 |
| Tine Reymer             | Barbara Stevens                |
| An Miller               | Ellen Van Outryve              |
| Charlotte Vandermeersch | Vicky Willems-Tyberghein       |
| Wine Dierickx           | Elsie Seynaeve                 |
| Maaike Cafmeyer         | Miriam Laureys                 |
| Dirk Roofthooft         | Mannelijke ondervrager         |
| Sara De Roo             | Vrouwelijke ondervrager        |
| Jan Decleir             | Ludwig Tyberghein              |
| Sophie Van Peel         | Vrouw van Tyberghein           |
| Gene Bervoets           | Burgemeester Alex Van Esbroeck |
| Veerle Baetens          | Ann Marai                      |
| Laura Verlinden         | Sharon                         |
| Olivier De Smet         | Vriend van Sharon              |
| Ruth Beeckmans          | Anja                           |

## Filmmuziek
De muziek van deze film werd gecomponeerd door Wolfram de Marco. Deze componist maakte extra muziek voor de films 16 Blocks, Catwoman en Pirates of the Caribbean: The Curse of the Black Pearl.

## Ontvangst
- Op IMDb kan de film anno 2023 rekenen op een score van 7,3 op 10.[2]
- De film werd op de première lovend onthaald door critici. Onder meer De Standaard en Knack, die normaal bekendstaan om hun strenge beoordeling, gaven hun maximumaantal sterren aan deze film. Zo oordeelde ook het publiek. De film kwam op woensdag uit en na het eerste weekend woonden 126.040 mensen een voorstelling bij. Meerdere zalen zijn meermaals per dag uitverkocht, iets unieks in Vlaanderen, aldus Kinepolis. Erik Van Looy heeft met Loft het succes van zijn vorige actiethriller De Zaak Alzheimer overtroffen. Al waren zowel Erik Van Looy als Independent Films, de verdeler van de film, voorzichtig met hun prognoses.
- In de eerste tien dagen dat Loft te zien was waren er 300.000 bezoekers de film gaan bekijken. Het was nooit eerder gebeurd dat een film in Vlaanderen in die tijdspanne zoveel bezoekers had weten te lokken. Op zaterdagavond 1 november 2008 waren alle voorstellingen van Loft in alle Vlaamse bioscopen uitverkocht.[3] Op 24 december 2008 hadden 825.000 bezoekers de film gezien en daarmee stond Loft op de vierde plaats van meest bezochte Vlaamse films. De Zaak Alzheimer was intussen voorbijgestoken. Op 26 december 2008 verscheen in een persbericht dat Loft in de top-3 van de bestbezochte Vlaamse films aller tijden was beland. Op kerstdag ging de film de kaap van de 850.000 toeschouwers voorbij en stootte daarmee Daens (848.000 toeschouwers) van de derde plaats in de rangschikking van de meest bekeken Vlaamse films aller tijden. De vorige top 3 van de best scorende Vlaamse films – Koko Flanel (1990), Hector (1987) en Daens (1993), alle drie geregisseerd door Stijn Coninx - leek buiten bereik. Op dinsdag 6 januari 2009 werd bekendgemaakt dat Loft 100.000 mensen naar de bioscoop lokte tussen kerst en nieuwjaar. Tegen dinsdag 20 januari 2009 was dit meer dan 1 miljoen en op woensdagavond 18 februari overschreed Loft het record van Koko Flanel (1990) dat op 1.082.000 bezoekers stond. Sindsdien is Loft de meest succesvolle Belgische film ooit met 1.082.480 bezoekers. Het bezoekersaantal liep nog verder op tot 1.186.071. De producers van Koko Flanel hebben nog geprobeerd het record terug te krijgen door de film opnieuw uit te brengen in de Vlaamse zalen, maar toen bleek dat Loft het record toch ging houden werd deze actie stopgezet. Urbanus zelf was hier niet van op de hoogte gebracht en reageerde hier kwaad op in de pers, omdat hij Loft het succes zonder problemen gunde.

## Nederlandse remake
In december 2010 is een Nederlandse remake uitgekomen, geregisseerd door Antoinette Beumer, met onder meer Barry Atsma, Fedja van Huêt, Marcel Hensema, Jeroen van Koningsbrugge en Gijs Naber in de hoofdrollen. Saskia Noort bewerkte het script.

## Amerikaanse remake
Op 24 februari 2011 werd bekendgemaakt dat Erik Van Looy ook de Amerikaanse versie van de film zou gaan regisseren. Deze kwam in 2014 uit als The Loft. De hoofdrollen worden vertolkt door Wentworth Miller, Karl Urban, Eric Stonestreet en James Marsden. Matthias Schoenaerts speelde in zowel de Vlaamse (als Filip Willems) als de Amerikaanse versie van de film (als Philip Trauner).